# Greensboro City Gaters
I Greensboro City Gaters sono stati una franchigia di pallacanestro della GBA, con sede a Greensboro, nella Carolina del Nord, attivi dal 1991 al 1992.
Uscirono al primo turno del play-off nel 1991-92, perdendo con i Fayetteville Flyers. Scomparvero alla fine della stagione.

## Stagioni
| Stagione | Lega | Denominazione          | V  | P  | %    | Piazzamento | Play-off    |
| -------- | ---- | ---------------------- | -- | -- | ---- | ----------- | ----------- |
| 1991-92  | GBA  | Greensboro City Gaters | 30 | 33 | 47,6 | 4º          | Primo turno |